# Oxalis cratensis
Oxalis cratensis là một loài thực vật có hoa trong họ Chua me đất. Loài này được Hook. mô tả khoa học đầu tiên năm 1841.